# Lijst van voetbalinterlands Albanië - Turkije (vrouwen)
Deze lijst van voetbalinterlands is een overzicht van alle officiële voetbalwedstrijden tussen de nationale vrouwenteams van Albanië en Turkije. De landen hebben tot nu toe vier keer tegen elkaar gespeeld.

## Wedstrijden
| № | Plaats  | Datum            | Competitie        | Wedstrijd         | Uitslag |
| - | ------- | ---------------- | ----------------- | ----------------- | ------- |
| 1 | Fier    | 19 augustus 2015 | Vriendschappelijk | Albanië − Turkije | 1 − 0   |
| 2 | Fier    | 21 augustus 2015 | Vriendschappelijk | Albanië − Turkije | 0 − 1   |
| 3 | Elbasan | 12 juli 2021     | Vriendschappelijk | Albanië − Turkije | 1 − 2   |
| 4 | Tirana  | 15 juli 2021     | Vriendschappelijk | Albanië − Turkije | 1 − 4   |

## Samenvatting
| Competitie        | Totaal gespeeld | Winst Albanië | Gelijk | Winst Turkije | Doelsaldo Albanië – Turkije |
| ----------------- | --------------- | ------------- | ------ | ------------- | --------------------------- |
| Vriendschappelijk | 4               | 1             | 0      | 3             | 3 − 7                       |
| Totaal            | 4               | 1             | 0      | 3             | 3 − 7                       |